# Ривлин, Рональд
Рональд Ривлин (6 мая 1915, Лондон — 4 октября 2005, Пало-Алто, Калифорния) — английский и американский учёный в области механики, педагог.

## Биография
Изучал физику и математику в колледже Св. Иоанна в Кембридже, получил степень бакалавра в 1937 году, доктора наук в 1952 году.
Работал в компании Дженерал Электрик, затем в Министерстве авиационной промышленности Великобритании. Один академический год проработал в Национальном бюро стандартов США.
В 1953 году занял должность профессора прикладной математики в университете Брауна, в 1967 году стал директором Центра по применению математики, где проработал до своей отставки в 1980 году.
Его работа началась в 1944 году с наблюдения, что «хотя очень мало сил требуется, чтобы отделить скотч, работа, затраченная при этом, очень велика». Современные ему теории были пригодны для расчётов только очень малых деформаций, поэтому с 1945 по 1951 год Ривлин занимался созданием теории поведения материалов при больших упругих деформациях, внёс также большой вклад в теорию неньютоновской жидкости (расширения Ривлина-Эриксена).

## Награды
Медаль Тимошенко (1987)